# Bank of the Philippine Islands
Pour les articles homonymes, voir BPI.
Bank of the Philippine Islands (BPI) (philippin : Bangko ng Kapuluang Pilipino; espagnol : Banco de las Islas Filipinas; français : Banque des îles Philippines) est une banque philippine fondée en 1851 à Manille. Il a son siège à Makati.

## Histoire
BPI a été créé le 1er août 1851 comme El Banco Español Filipino de Isabel II, nommé d'après la reine d'Espagne, Isabelle II, la fille du roi Ferdinand VII. La banque était la deuxième banque des Philippines au cours de l'époque espagnole après une banque a été fondée par Francisco Rodriguez, un quaker philippin basé à Londres en 1830.